# 貝克巴赫河
51°8′33″N 6°16′33″E / 51.14250°N 6.27583°E

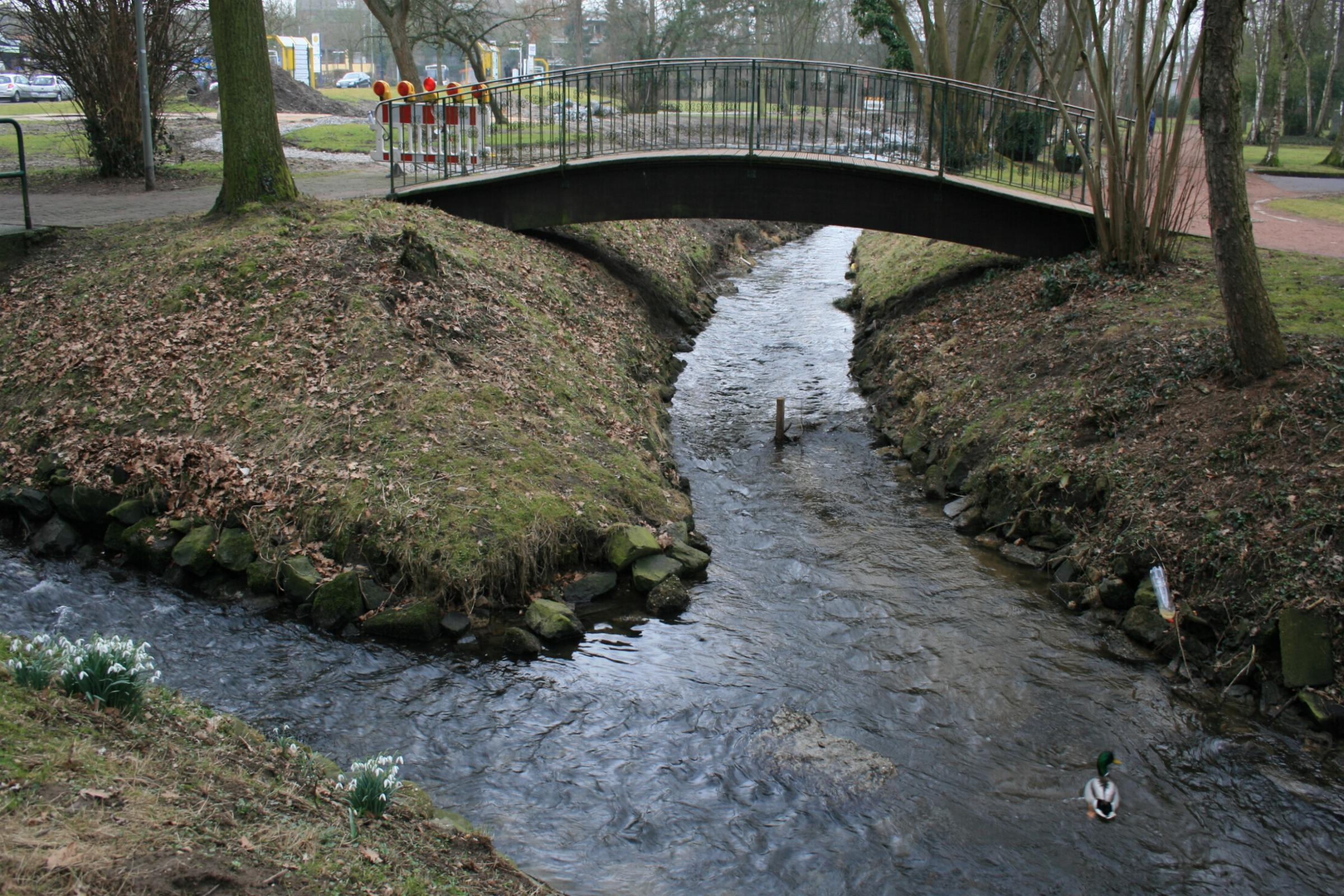

貝克巴赫河（德語：Beeckbach），是德國的河流，位於該國西部，處於北萊茵-威斯特法倫州，屬於施瓦爾姆河的右支流，河道全長9.1公里，流域面積21平方公里。